# Kinetisk energi
Kinetisk energi eller bevægelsesenergi er den energi, som legemer i bevægelse besidder. Der kræves en vis energi for at bibringe stillestående legemer en vis fart, og tilsvarende skal denne energi fjernes fra legemet igen (for eksempel ved hjælp af en bremse, som almindeligvis omsætter energien til varme) hvis man ønsker at standse legemet igen.
Ordet "kinetisk" stammer oprindeligt fra græsk og betyder "bevægelse".
Se evt. Newtons 3 love.

## Beregning af kinetisk energi
For legemer i lineær bevægelse (for eksempel køretøjer) afhænger den øjeblikkelige kinetiske energi Ekin af legemernes masse m samt deres fart, eller "størrelse af hastigheden" v:

{\displaystyle E_{kin}={\frac {1}{2}}\cdot m\cdot v^{2}}
For roterende legemer (for eksempel hjul) med inertimomentet I og vinkelhastigheden ω er den kinetiske energi Ekin givet ved:

{\displaystyle E_{rot}={\frac {1}{2}}\cdot I\cdot \omega ^{2}}
Når f.eks et pendul sættes i svingninger fra yderposition vil dets potentielle energi blive omdannet til kinetisk energi idet det bevæger sig. Når det når midten, og derfor bevæger sig mod næste yderposition vil dets kinetiske energi langsomt blive omdannet til potentiel energi indtil det standser.
Et legeme der bliver hævet op vil lagre potentiel energi i sig, som derefter bliver udløst som kinetisk energi når legemet bliver sat i bevægelse. Jo højere legemet bliver løftet, des mere potentiel energi bliver der lagret, og des mere kinetisk energi vil der komme når legemet bliver sat i bevægelse (des mere potentiel, des mere kinetisk, des højere fart).

## Relativistisk kinetisk energi
I speciel relativitetsteori har alle legemer med masse en hvileenergi givet ved masse-energi-ækvivalensen:
{\displaystyle E_{0}=mc^{2}}
hvor {\displaystyle c} er lysets hastighed. For et objekt i bevægelse er den totale energi {\displaystyle E}:
{\displaystyle E=\gamma mc^{2}}
hvor {\displaystyle \gamma } er lorentzfaktoren:
{\displaystyle \gamma ={\frac {1}{\sqrt {1-{\frac {v^{2}}{c^{2}}}}}}}
Den kinetiske energi er dermed forskellen:
{\displaystyle E_{\mathrm {kin} }=\left(\gamma -1\right)mc^{2}}
hvilket ved lav hastighed ({\displaystyle v\ll c}) stemmer over ens med det klassiske udtryk for kinetisk energi. Det kan vises ved at lave en Taylor-ekspansion,
{\displaystyle E_{\mathrm {kinetic} }\approx {\frac {1}{2}}\left({\frac {v}{c}}\right)^{2}m_{0}c^{2}={\frac {1}{2}}m_{0}v^{2}}.

## Bog
- Elvekjær, Finn & Nielsen, Børge Degn (1994): Fysikkens verden (bind 1): Energi - elektriske kredsløb. København, Gads Forlag. ISBN 87-12-02691-3